# Цевице (гмина)
Цевице (пол. Cewice) — сельская гмина (волость) в Польше, входит как административная единица в Лемборкский повет, Поморское воеводство. Население — 6995 человек (на 2004 год).

## Демография
| Перепись                       | Всего   | Всего | Женщины | Женщины | Мужчины | Мужчины |
| ------------------------------ | ------- | ----- | ------- | ------- | ------- | ------- |
| Единицы                        | человек | %     | человек | %       | человек | %       |
| Население                      | 6995    | 100   | 3425    | 49      | 3570    | 51      |
| Плотность населения (чел./км²) | 37,2    | 37,2  | 18,2    | 18,2    | 19      | 19      |

## Соседние гмины
1. Гмина Чарна-Домбрувка
2. Лемборк
3. Гмина Линя
4. Гмина Ленчице
5. Гмина Нова-Весь-Лемборска
6. Гмина Потенгово
7. Гмина Сераковице